# Marco Verhagen
Marco Verhagen (Dordrecht, 8 juni 1976) is een Nederlandse televisiepresentator, acteur en voice-over.
In 1992 debuteerde Verhagen op de landelijke televisie met een optreden als Bob de Rooy in het programma De Schreeuw van de Leeuw. Hij schreef zich in bij een castingbureau en speelde rollen in diverse soapseries. Zo speelde hij gastrollen in Goudkust, Westenwind, Rozengeur & Wodka Lime en Het Glazen Huis en was hij vervolgens een aantal seizoenen te zien in Onderweg naar Morgen als manager van Hotel de Waalberg.
In 2003 haalt hij in Veronica's talentenjacht TV Sterren van Morgen een finaleplaats en werd vijfde. Door zijn verkregen bekendheid ging hij hierna werken als freelance voice-over bij SBS Shownieuws en Show van Nederland. Na een half jaar presenteerde hij zijn eerste programma voor Net5: Shop-A-Holic, waarvoor hij ook de voice-over deed. In 2004 doet Verhagen mee als kandidaat aan het RTL 4-programma De Perfecte Partner waarna er in de pers ophef kwam over de "ingehuurde acteur". Jack Spijkerman onthulde op 22 oktober 2004 in het televisieprogramma Kopspijkers dat de acteur ingehuurd was en geen legitieme kandidaat zou zijn. Verhagen reageerde drie dagen later in dagblad Het Parool dat hij wel degelijk op zoek zou zijn naar een partner en ingehuurd was omdat er kandidaten af waren gevallen.
Voor de regionale tv-zender RNN7 werkte Verhagen als presentator en voice-over en presenteerde diverse programma’s waaronder de Gala Award Show samen met Micky Hoogendijk, Show Gallery, Regio Business, De Casting, Alles over Wonen, Arbeidsmarkt TV, Brains @ Work en het RNN7 Nieuws.
Verhagen trad verder op in diverse reclamefilms voor keukengigant Grando Keukens. Sinds juni 2006 werkt hij als freelance radionieuwslezer bij persbureau Novum Nieuws. Eind 2006 werd hij presentator van het dagelijkse ochtendmagazine Tijd voor Tien op de zender Tien/Talpa. Van dit liveprogramma presenteerde hij bijna 100 afleveringen samen met Dominique van Vliet en Sanne Heijen.
In de televisieserie van clown Bassie uit 2007, De speurtocht naar Charly, speelt hij een hoofdrol als de superboef en presentator van CBTV. Ook zingt hij als boef een lied in de serie.
Op RTL 8 presenteerde hij eind 2007 samen met Eddy Keur 24 afleveringen van de latenight-talkshow Boys Tonight.
In 2008 was Verhagen dagelijks op televisie als presentator van Astrotijd VIPS waarin een medium de kaarten legt voor bekende Nederlandse gasten in de studio. Op 2 juni van dat jaar lanceerde hij een compleet nieuwe boyband, IDSF, bestaande uit drie ex Idols-kandidaten. Eind 2008 maakte Verhagen zijn opwachting in de commercial 'Gelukkig nieuwjaar' van KPN en een jaar later werkt hij mee aan de tv-spot van vergelijkingssite Independer.
Ook werkte hij als presentator voor de Haagse regio zender Infothuis TV en presenteerde hij voor Brabant10 het wekelijkse programma Gezocht M/V.
Van november 2009 tot februari 2010 was hij dagelijks te zien in het RTL-programma Jeroen TV. Hij presenteerde het programma samen met Sophia de Boer. Sinds 2009 is Verhagen ook werkzaam bij de publieke regionale omroep Omroep Flevoland waar hij tot oktober 2012 elke werkdag op de radio tussen 06.00 en 10.00 uur de ochtendshow presenteerde. Daarnaast is hij te zien als presentator van het nieuws op tv, is hij promotiestem voor de zender en is hij regelmatig te horen in een van de radioprogramma's van Omroep Flevoland waaronder de zaterdagochtendshow Goedemorgen Flevoland, dat door bezuinigingen bij de regionale omroepen tot en met 31 december 2016 te horen was.
In 2012 was hij te zien in een landelijke commercial van Kadasterdata, speelt hij een hoofdrol in de Net5-serie Achter gesloten deuren en had hij een gastrol in de RTL 4 comedy Golden Girls. In dat jaar maakte hij tevens zijn opwachting in de zaterdagavondshow van SBS6, Van je vrienden moet je 't hebben, met o.a. Do en Ron Brandsteder. Verhagen werd hierin als acteur ingezet bij verschillende filmpjes met bekende Nederlanders die onder hypnose zouden zijn gebracht.
Van november 2012 tot juni 2013 maakte Marco Verhagen elke maandagavond een radioshow op XTRARADIO.
In januari 2017 was Marco te zien op SBS6 als host van Showquiz. Sinds 27 maart 2017 is hij elke werkdag samen met Aernout Pleket te horen op de radio bij Omroep Flevoland in het programma Herberg Flevoland. 
Op het witte doek speelt Marco een kleine bijrol in de film Youri, over het leven van de Russische meesterpianist Youri Egorov. Ook is hij te zien in het tweede seizoen van de serie Dag & Nacht.